# LXX. Armeekorps (Wehrmacht)
Il LXX. Armeekorps (70° Corpo d'armata) fu un corpo d'armata dell'esercito tedesco attivo durante la seconda guerra mondiale che venne creato nel gennaio 1943 e venne schierato in Norvegia, dove rimase fino alla fine della guerra.

## Storia
Il corpo d'armata nacque dall'Höheres Kommando z. b. V. LXX, che fu formato il 4 maggio 1941 e successivamente trasferito a Oslo, dove fu riformato il 25 gennaio 1943 come LXX. Armeekorps. Il corpo fu utilizzato come forza di occupazione e per la protezione costiera nella Norvegia meridionale; la sezione costiera del corpo andava da Lindesness fino al confine svedese. Il corpo non partecipò ad alcuna operazione di combattimento e verso la fine della guerra gran parte delle sue truppe erano state spostate in Germania.

## Ordine di battaglia
LXX. Armeekorps 3 febbraio 1943
- 269. Infanterie-Division
- 280. Infanterie-Division
- 214. Infanterie-Division
- 710. Infanterie-Division

LXX. Armeekorps 5 agosto 1943
- 710. Infanterie-Division
- 214. Infanterie-Division
- 295. Infanterie-Division
- 269. Infanterie-Division

LXX. Armeekorps 3 dicembre 1943
- 710. Infanterie-Division
- 274. Infanterie-Division
- 269. Infanterie-Division
- 280. Infanterie-Division

LXX. Armeekorps 1º gennaio 1945
- 274. Infanterie-Division
- 280. Infanterie-Division
- Panzer-Division Norwegen

LXX. Armeekorps 1° marzo 1945
- 280. Infanterie-Division
- 274. Infanterie-Division
- 169. Infanterie-Division

LXX. Armeekorps 12 aprile 1945
- Division z.b.V. 613
- 280. Infanterie-Division
- 274. Infanterie-Division
- Division "K"
- Grenadier-Brigade 503[1]

## Comandanti
- General der Gebirgstruppen Valentin Feuerstein (25 gennaio 1943 - giugno 1943)
- General der Artillerie Hermann Tittel (22 giugno 1943 - aprile 1945)[1]